# Peter Köll

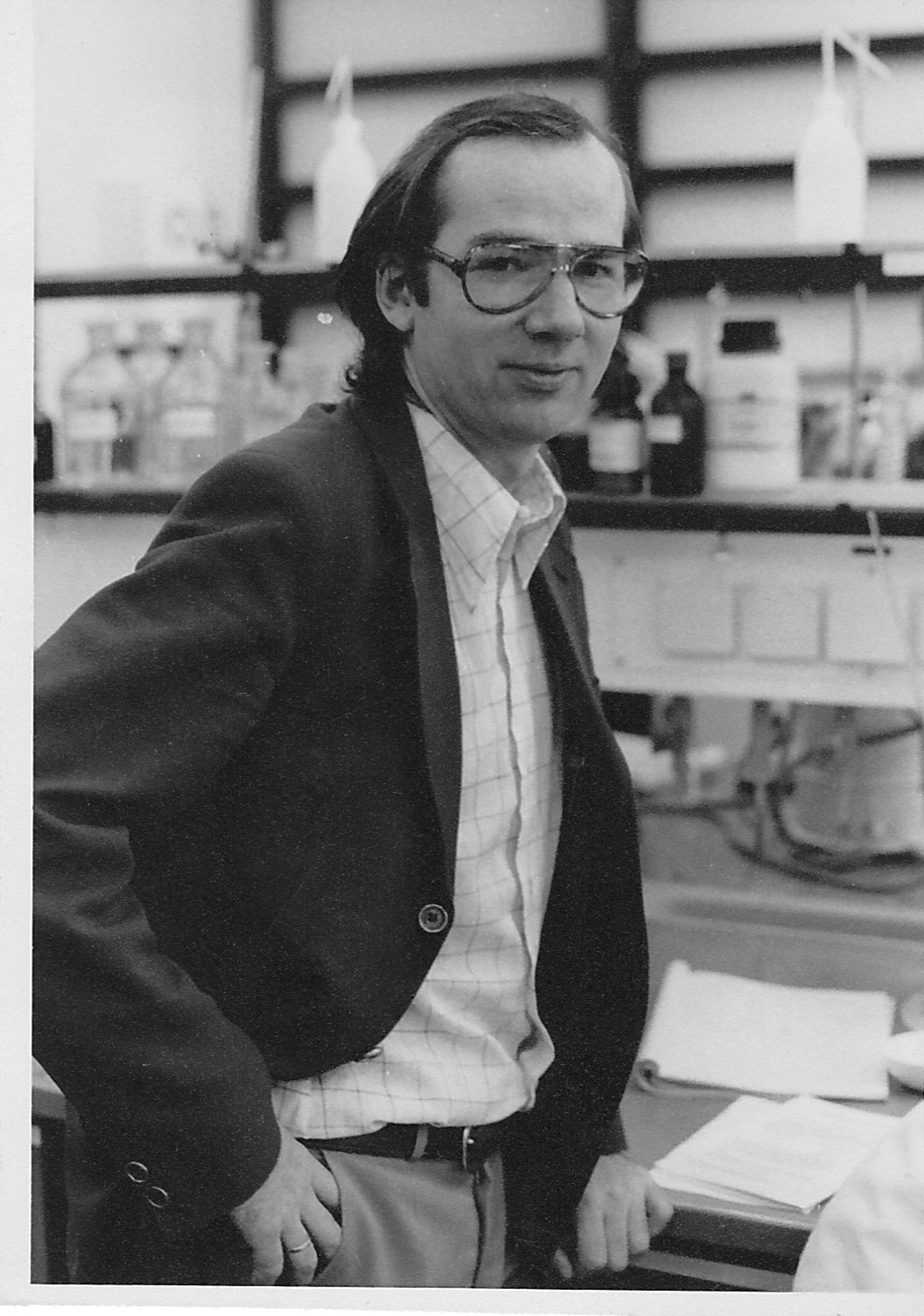
Peter Köll (1976)

Peter Köll (* 1. Februar 1941 in Neumünster; † 22. Dezember 2008 in Oldenburg) war ein deutscher Chemiker und Professor an der Universität Oldenburg.

## Leben
Köll studierte Chemie in Göttingen und Hamburg. Er promovierte 1971 bei Kurt Heyns an der Universität Hamburg mit einer Dissertation zum Thema „Strukturaufklärung und Reaktionen der dimeren 1,6-Anhydro-β-D-hexopyranose-3-ulosen“. Nach mehrjähriger Tätigkeit als wissenschaftlicher Assistent an der Universität Hamburg wurde Köll 1975 zum Wissenschaftlichen Rat und Professor für Organische Chemie mit dem Schwerpunkt Naturstoffchemie an der Universität Oldenburg ernannt, 1981 wurde er auf den Lehrstuhl für Organische Chemie an der Universität Oldenburg berufen. Köll blieb dem Forschungsgebiet der präparativen Kohlenhydrat-Chemie (Zuckerchemie) treu und veröffentlichte dazu 170 wissenschaftliche Arbeiten. 1981 wurde Köll mit dem Océ-van der Grinten Preis zur Förderung der Wissenschaft für seine Pionierarbeiten auf dem Gebiet der Chemie nachwachsender Rohstoffe (Nachhaltigkeit) ausgezeichnet. Köll war Gründungsmitglied des Ortsverbandes Oldenburg der GDCh und Vorsitzender des Ortsverbandes der Gesellschaft Deutscher Chemiker. Die Gründung der Angelus Sala Gesellschaft für Kohlenhydratchemie geht auf eine Initiative von Köll zurück. Er war langjähriger Herausgeber des Journal of Carbohydrate Chemistry. 1980–1982 war Köll Vizepräsident der Universität Oldenburg und 1984–1985 Dekan des Fachbereichs Chemie.
Im Arbeitskreis von Peter Köll wurden 35 Diplom-Chemiker zu Promotion geführt. Die Professoren Arne Lützen (Universität Bonn) und Bernd Meyer (Universität Hamburg) sowie Sabine Köpper sind akademische Schüler von Köll, die sich an der Universität Oldenburg habilitierten. Verheiratet mit Magdalena Köll, geb. Deutsch, war Köll Vater einer Tochter und eines Sohns.